# إم (مارفل)
«إم-M» أو «مونيه إيفيت كلاريس ماريا تيريز سان كروا» «Monet Yvette Clarisse Maria Therese St. Croix» هي شخصية خيالية، بطلة خارقة تظهر في عدة سلاسل ومجلات كوميكس (مارفل). وهي إنسانة متحولة «من ذوي الطفرات البشرية» تظهر أولا في سلسلة «الرجال إكس-X Men» التي تنشرها مارفيل كوميكس.
ابتكرها الكاتب «سكوت لوبديل» والفنان «كريس باشالو»، كانت في الأصل عضوا في مجموعة المراهقين المتحولين المسمى «الجيل إكس-Generation X» عام (1994)، انتقلت بعد ذلك لسلسلة «العامل إكس-X-Factor» ثم «الرجال إكس-X-Men» الآن هي في سلسلة «الرجال إكس الغرباء - Uncanny X-Men».
بالإضافة إلى ذلك، مونيه تعد مثالاً نادرًا لبطل خارق مسلم في كتب الكوميكس الأمريكية. على سبيل المثال عام 2011 في سلسلة «العامل إكس» استخدام بيتر ديفيد الشخصية مع «ميكا كوميكس-Mika comics» لاستكشاف ومناقشة قضايا الكراهية ومعاداة المسلمين في الثقافة الأمريكية وفي عوالم مارفل، كما تعد مونية بدينها الإسلامي إضافة إلى قائمة ممثلي الأقليات التي تشارك في قصص وشخصيات الرجال إكس.

## النشأة
ولدت مونيه سانت كروي في سراييفو بالبوسنة خلال رحلة تزلج عائلية وهي الطفل الثاني للثري غريب الأطوار«كارتييه سانت كروا» من موناكو (وهو الابن الضال للأرستقراطي الفرنسي لويس سانت كروا وزوجته الجزائرية). وقد نشأت كطفلة غنية مدللة نتيجة كونها الطفلة المفضلة لأبيها ومكانتهُ المرموقة كسفير موناكو لدى فرنسا، كما تم تربيتها كمسلمة. بعد وقت قصير من وفاة والدتها الغامضة، تم نفي شقيقها ماريوس، المتحول لمصاص دماء والمعروفة باسم «إمبلات-Emplate» من منزل سانت كروا.
لكنه عاد في نهاية المطاف بعد أن تعلم فنون الظلام وطلب من مونيه الانضمام إليه في حربه ضد بعد آخر. لكنها ورفضت عرضه بقسوة، وبعد أن حصل أخيرا على ما يكفي من سخرية شقيقته، حولها ماريوس إلى مخلوق أحمر البشرة لا يمكن لمسه، وأطلق عليه اسم «بينانس» سمعت شقيقات مونيه التوأم الأصغر سنا «نيكول» و«كلوديت» الضجة وسرعان ما ذهبتا إلى غرفتها، عندما لم تتمكنا من العثور على مونيه افترضتا أن ماريوس قتلها؛ من ثم قامتا بنفي أخيهما الشرير إلى بعد آخر، حينها تبعته مونيه معتقدة أن ذلك هو طريقها الوحيد للعودة إلى وضعها الطبيعي.
تخوفا من ان ينهار والدهما بعد فقدان طفلتهُ المفضلة، قررت الأختان التوأم دمج جسديهما كي تأخذان شكل مونيه. وكان من الممكن أن تصبح هذه النسخة مطابقة للأصل إذا لم تكن كلوديت مصابة بالتوحد والذي جعلها هذه النسخة من مونية تفقد الإدراك والحركة في بعض الأحيان. في وقت لاحق بينما الفتاتان تأخذان مكان أختهم، أصبحتا من بين الجيل الجديد من المتحولين الذين خطفتهم الكائنات الفضائية (التكنو- عضوية) المعروفة باسم«فالانكس-Phalanx»

## الجيل إكس- Generation x
ساعدت التوأمتان - لا تزال ينتحلان شخصية مونيه - في معركة القضاء على «الكتائب-Phalanx» مع «بانشي-Banshee» و «إيما فروست- Emma Frost». وسرعان ما شكلوا معا فريق الجيل آكس وأصبح شون وإيما يتصرفان كمدراء للمدرسة الجديدة المصممة لتدريبهم على استخدام قواهم. بعد وقت قصير من افتتاح المدرسة ذهب «بانشي»، «سينك-Synch»، و«جوبيل- Jubilee» إلى المطار للترحيب بالطالبة الجديدة «تشامبر-.Chamber» وتركوا التوأمان في المدرسة حينها حضر أستاذهم الأسترالي ذو قدرات التنقل الخارقة «جيت واي-Gateway» ورغم أنهم كانوا سعداء جدا لرؤية. إلا أنه وجدوا أنه جاء لتحذيرهم من عودة شقيقهما الشرير.
من ثم إقناعا التوأمان جيت واي بنقلهم مع زملائهم «سكين- Skin» و «هاسك-Husk» وإيما فروست إلى المطار، حيث وجدوا أن «امبلت» قد وصل بالفعل وتمكن من امتصاص قوى تشامبر وبانشي.
على الرغم من أن التوائم تعرفتا على Emplate إلا أنه لم يتعرف عليهم ولم يعرف أسمائهم (على الرغم من قواه في التعرف على جميع المتحولين من النظرة الأولي) والتي تتيح له التعرف على الأسماء والقوى وقراءة ذكرياتهم. وبالإضافة إلى ذلك، فقد عرفا على الفور إنهم ليسوا مونيه، فقد كانت مونيه الحقيقية سجينته والمصدر الرئيسي لقواه لسنوات.
بدلا من مواجهة السلطة الكاملة للجيل إكس قرر إمبلات التراجع والهرب، حاولت التوائم منعه من الفرار، ولكنهم اضطروا للتوقف بعد إتصال تخاطري مع إيما، التي رأت هاسك مصابة بجروح خطيرة في المعركة وخافت أن تلقى مونيه مصير مماثل.
غضبت التوأمان من مقاطعة إيما لهما وحذرتها ضد دخول عقولهم مرة أخرى، بعد وقت قصير من عودتهم إلى المدرسة، ظهر جيت واي ثانية في الحديقة الأمامية وهذه المرة مع مونيه الحقيقية (بعد أن وجدها خلال المعركة المذكورة أعلاه، ويعود Emplate إلى مخبئه ليجد أنها هربت، ولا تزال محتجزة في جسدها الملعون، ويقول جيت اواي كلمة واحدة: «بينانس» ليصبح ذلك اسم الفتاة المسكينة الذي يعرفها الآخرون به.
لحظة استيقظت بينانس، أستيقظت رغبتها الكبرى في أن تكون حرة، لذا جرت ناحية المدرسة وهي على استعداد لقتل أي شيء يقابلها، تُظهر التوائم على الفور معرفة مفصلة بمحنة بنسانس (وتحديدا علاقتها بخاطفها إمبلات) بعد إظهار التردد في القضاء على الفتاة جسديا. بدأ باقي الفريق في التشاجر في محاولة للقبض على بنسانس بالقوة، لكن تشامبر يتركها فقط أن لها تأتي إليه، بعد أن استشعر أن قواهالم متحولة جعلت منهم وحوش على حد السواء ومتقاربين بالارواح. وتهدأ بنسانس في وجوده، وبذلك تصل الأزمة إلى نهاية سلمية.
وسرعان ما يلاحظ الفريق تكرار حالات تجمد مونيه المؤقتة، حيث لا تستجيب لأي شئ لعدة دقائق على الأقل (بسبب توحد كلوديت). مونيه تذكر في وقت لاحق (للقارئ) أن هذا يحدث في معظم الأحيان خلال لحظات من التركيز المكثف. والأسوأ من ذلك، لأنها هي العضو الوحيد في الفريق التي تملك قوة جسدية فائقة لذا كثيرا ما تتركهم بلا حماية في مواقف خطرة.
وبعد عدة مغامرات مع الفريق عاد الاخ الشرير إيمبلات لترويع المسوخ والمتحولين الصغار، اندمجت التوائم مع إمبلات لإيقاف خططه الشريرة، وخلقوا شخصية جديدة تسمى «M-Plate» عندما انفصل الثلاثة، عرفت التوائم أخيرا ما فعله شقيقهم مونيه سانت كروا الحقيقية. وتمكن إيفرت من إقناع نيكول بأن تكشف أخيرا الحقيقة لبقية الفريق. ثم شكلت التوائم مرة أخرى شخصية «M» واندمجوا مع بينانس، نتيجة لذلك تم تحرير مونيه الحقيقية.
بعد عودتها لوضعها الطبيعي، أصبحت مونيه معتمدة على نفسها في كل شئ وقاسية ودفاعية لتعويض خوفها وانعدام الأمن نتيجة تجاربها السابقة القاسية، مما تسبب في اشتباكها مع العديد من زملائها في الجيل X. والشخص الوحيد الذي سمح لها برؤية مواطن ضعفها كان ايفرت توماس، الذي بدأت معه علاقة رومانسية قصيرة.
عند سماع عودة التوائم، قرر كارتييه سانت كروا زيارة بناته الثلاث. مع ابنه ماريوس الذي كشف أنه المسؤول عن وفاة والدته، مما أثار غضب مونيه أكثر.
ثم تم نقل مونيه إلى مدرسة داخلية خاصة في جبال الألب السويسرية. وقد أحرقت المدرسة خلال معركة مع مدير المدرسة (مصاص الدماء) و M اختارت العودة إلى أكاديمية ماساتشوستس.
بعد ذلك تنقلت شخصية مونية لعدة سلاسل وخاضت العديد من المغامرات حتى وصلت في النهاية لسلسلة الرجال إكس الشهيرة.

## القوى والقدرات الخارقة
مونيه تعد فائقة القدرات في جميع الجوانب، وتمتلك قوة خارقة قادرة على رفع السيارات وكسرأعمدة الشوارع بكل سهولة، فضلا عن الصفات الجسدية الفائقة مثل التحصن ضد الاصابات، وخفة الحركة، البراعة والسرعة وردود الفعل السريعة والتنسيق والتوازن. وأشار أحد شخصيات الرجال إكس أن إم تمتلك «تصنيفًا ممتازًا في جميع القدرات الخارقة» وحده في جميع الصفات المادية البشرية.
فهي غير قابلة للتدمير تقريبا، على الأقل بما فيه الكفاية لتحمل الأسلحة النارية سواء الضربات البعيدة أو المباشرة حتى آنها أكثر قوة من «هالك/Hulk» ولديها قوى الشفاء الذاتي، الذي يسمح لها بالشفاء والتعافي من الجروح أسرع بكثير من القدرات البشرية. ولديها عامل شفائي يجعلها أكثر مقاومة للسموم والامراض وربما أيضا عملية الشيخوخة.
ومع ذلك يبدو أن تلك القوة الشفائية والمقاومة يمكن استهلاكها أحيانا، فنراها في بعض الأحيان مصابة بسبب أشخاص اضعف منها. مونيه تمتلك أيضا نظر ثاقب ورؤية ليلية فضلا عن السمع الحاد، ومن الممكن أن تكون حواسها الأخرى معززة أيضا. كما أن لديها ذاكرة مثالية ومهارات بديهية خارقة،
على سبيل المثال أنها قد أظهرت أن تكون قادرة على إعادة توجيه إحدى روبوتات أركيد لتتبع إشارة من المصدر دون معرفة المواصفات الدقيقة لهذا الروبوت. هي قادرة على رفع وتحريك نفسها في الهواء بقوة الإرادة، مما يسمح لها أن تطير بسرعة أسرع من الصوت تقترب من «Mach 3 » كما تظهر قوة التحكم في الأشياء عن بعد فنراها قادرة علي تحريف الرصاص، أو تنتج موجات عقلية كقوة مضادة دفاعية. ولديها القدرة على قراءة العقول والتخاطب فكريًا، ونقل أفكارها إلى أذهان الآخرين، ويمكنها إغلاق عقلها ضد تسلل قارئ الافكار الاخريين. ولديها قدرات هجومية محدودة فيما يخص التخاطر، مثل السيطرة على العقول والقدرة على التلاعب في ذاكرة الآخرين. لكن قدرات التخاطر لديها تقتصر عادة على بعد بضعة أقدام من مونيه. وعلاوة على ذلك، مونيه أيضًا لديه القدرة على رؤية هالات المتحولين.
مونيه وجميع أشقائها قادرون على الاندماج في مجموعات مختلفة مع قوى مختلفة، على الرغم من أن الدمج يبدو أسهل للتوائم نيكول وكلوديت، قوة مونيه هائلة في القتال المباشر وهي في مستوى العبقرية الفكرية، لكن ليس معروف إذا كان ذكائها جزء من طفرتها أم لا.

## المواطنة
مونيه مواطنة لدول الجزائر، والبوسنة، وفرنسا مع جوازات سفر من الثلاثة دول. وعلى الرغم من أن والدها هو سفير موناكو في فرنسا (وبالتالي مواطنا من مواطني موناكو)، لم يذكر قط ما إذا كانت مونيه نفسها مواطنة من مواطني موناكو؛ على الأرجح أنها مواطنة من موناكو (بعد أن نشأت هناك ووالدها مواطنا)، إضافة إلى الثلاث جوازات سفر المعروفة لديها بالفعل.

## الشخصية في التلفزيون والسينما
تظهر مونيه في مسلسل«ولفرين والرجال إكس-Wolverine and the X-Men» في حلقة تسمى «Badlands».
كما تظهر في الفيلم التلفزيوني «الجيل إكس- Generation X» لكن بدون ذكر مفصل لقواها.